# Puumalansaari (ö i Mellersta Finland)
Puumalansaari är en ö i Finland. Den ligger i sjön Valkeajärvi och i kommunen Jämsä i landskapet Mellersta Finland, i den södra delen av landet, 210 km norr om huvudstaden Helsingfors. Öns area är 1 hektar och dess största längd är 180 meter i nord-sydlig riktning.